# Chiara Daraio
Chiara Daraio (* 3. März 1978 in Ancona) ist eine italienische Maschinenbauingenieurin. Sie lehrt als Professorin für Mechanik und Materialien am California Institute of Technology.

## Beruflicher Werdegang
Chiara Daraio schloss ihr Studium des Maschinenbaus im Jahr 2001 magna cum laude an der Università Politecnica delle Marche in Ancona ab, 2006 folgte der Doktor in Materialwissenschaften an der Universität von Kalifornien in San Diego.
Im gleichen Jahr wechselte Daraio an das California Institute of Technology (Caltech), zunächst als Assistenzprofessorin, später als Professorin für Luftfahrt und Angewandte Physik. Von Januar 2013 bis August 2016 lehrte sie an der ETH Zürich und hatte dort eine Professur für Mechanik und Materialien inne. Seit September 2016 hält Daraio an der Caltech eine Professur für Maschinenbau und Angewandte Physik.

## Forschung
Daraios Forschungsbeiträge umfassen eine Version von Newtons Wiege, die «Schallkugeln» erzeugen kann – Schallwellen, die fest genug fokussiert sind, um Materie zu stören; Wände, die mit Kugellagern gefüllt sind, die Schall nur in eine Richtung leiten können; mit 3D-Druck erstellte selbstorganisierende Rollroboter, Sonnenkollektoren für Weltraummissionen aus einem Formgedächtnispolymer, das sich im Sonnenlicht entfaltet, und wärmeempfindliche künstliche Haut aus Pektin für Roboter und Prothesen.

## Auszeichnungen
Chiara Daraio wurde 2010 zu den «Brilliant 10» von Popular Science gezählt. Sie gewann 2008 den Richard-von-Mises-Preis der Gesellschaft für Angewandte Mathematik und Mechanik. 2012 wurde sie als eine von 96 Wissenschaftlern und Wissenschaftlerinnen von US-Präsident Barack Obama mit dem «Presidential Early Career Awards for Scientists and Engineers (PECASE)» geehrt, die «höchste Auszeichnung für Wissenschaftler durch die US-Regierung». Die Universität von San Diego zeichnete Daraio 2018 als Alumna für ihre «herausragenden Leistungen» im Bereich der Materialwissenschaften aus.